# Grotte de la Peña de Candamo
La grotte de la Peña de Candamo (la « grotte du Rocher de Candamo ») est une grotte ornée située dans la commune de Candamo, dans les Asturies, en Espagne,. Elle abrite des peintures et gravures pariétales attribuées au Solutréen. Elle est inscrite sur la liste du Patrimoine mondial de l'Unesco depuis 2008, au sein de l'ensemble dénommé Grotte d'Altamira et art rupestre paléolithique du Nord de l'Espagne. Elle est protégée comme Bien d'intérêt culturel depuis 1924 (cote RI-51-0000272).

## Historique
La grotte de la Peña de Candamo a été découverte par un habitant local surnommé « El Cristo » dans la seconde moitié du XIXe siècle, mais n'a été explorée officiellement qu'en 1914. En 1919, Eduardo Hernández-Pacheco y Estevan en a publié une étude scientifique.

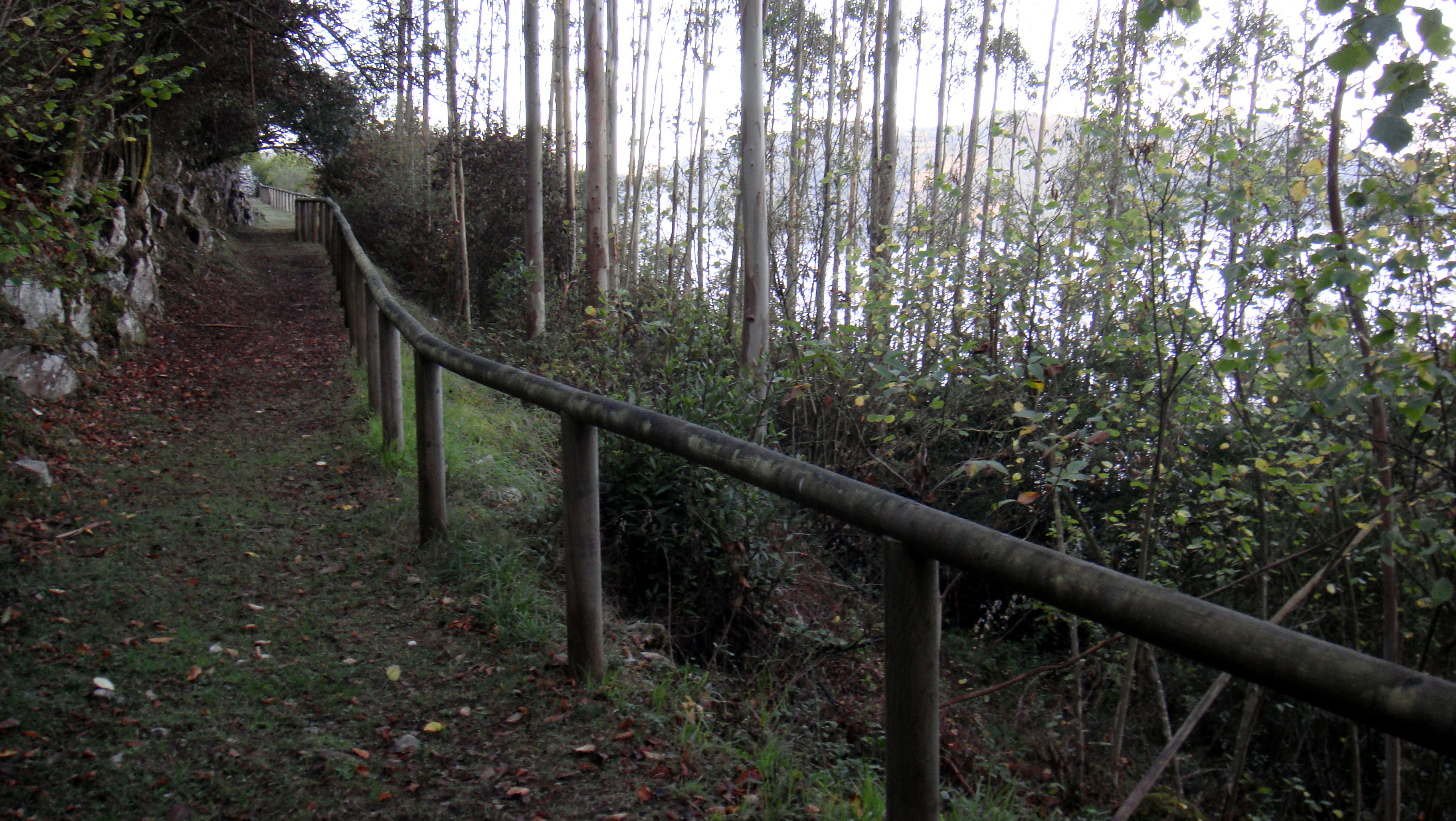
Chemin d'accès à la grotte

## Datation
Le style des figures pariétales les rattache principalement au Solutréen, il y a environ 20 000 ans. Certaines figures sont toutefois jugées plus anciennes (la "foca" (le sceau), datée vers 30 000 ans) ou plus tardives (gravures d'une faune post-glaciaire, ou points noirs, datés vers 13 000 ans).

## Description
Il s'agit d'une grotte naturelle longue d'une soixantaine de mètres.
La grotte est composée de :
- la galerie d'entrée, qui donne accès à l'intérieur de la grotte.
- la salle basse, ou salle des figures rouges, petite pièce située près de l'entrée, à droite, dans laquelle on voit différentes figures en peinture rouge.
- la salle des gravures, qui distribue les autres salles.

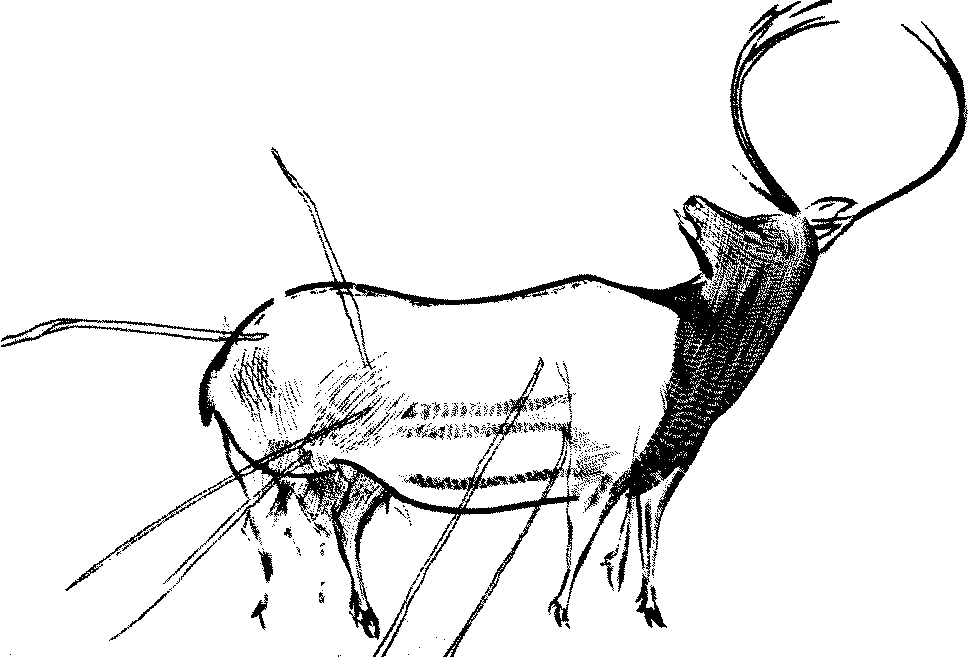
La figure du cerf blessé

- la galerie Batiscias.
- le Camarín.

## Art pariétal
Après être entré dans la salle des gravures par un passage étroit, on voit à droite ce qu'on appelle le mur des gravures. Puis on découvre le mogote stalagmitique, la pente stalagmitique et une petite salle avec une peinture. Le mur des gravures mesure 6 m de long et 8 m de haut. Il présente une composition complexe constituée de trois groupes de figures reliés les uns aux autres par des dessins de transition.
Le Camarín est la partie la plus importante de la grotte. Il s'agit d'une niche située dans la partie la plus haute de la salle des gravures. Elle montre des chevaux et la figure d'un taureau. Les chevaux ont été tracés avec une grande habileté et ont été choisis comme emblème de la grotte.

## Interprétation
La grotte et ses peintures devaient avoir une signification magique et rituelle pour les hommes du Paléolithique supérieur, selon l'une des interprétations habituelles de ce type d'art. Cette hypothèse est renforcée par l'absence d'autres vestiges archéologiques : on n'a trouvé à l'intérieur de la grotte presque aucun reste ou ustensile, ce qui signifie que la fréquentation de la grotte devait être limitée à des moments précis. Toutefois, on a trouvé dans une grotte adjacente quelques objets indiquant l'existence d'un habitat.

## Détériorations
Le vandalisme et un afflux incontrôlé et irrespectueux de visiteurs ont causé au fil du temps des dommages irréversibles à la grotte, ce qui a nécessité sa fermeture temporaire afin qu'elle puisse retrouver sa stabilité et éradiquer les mousses et les algues. La comparaison des dessins de l'atelier de Pacheco, en 1919, avec l'état de la grotte actuelle, témoigne des dégâts causés.
Les visites de la grotte sont aujourd'hui limitées à 45 personnes par jour pendant trois mois.

## Reconstitutions
En mars 2007, le parc préhistorique de Teverga (es) a été inauguré, comportant une reconstitution de la grotte réalisée par Pedro Saura et Matilde Múzquiz, professeurs à la faculté des Beaux-Arts de l'université complutense de Madrid.
Il existe aussi un centre d'interprétation de la grotte de la Peña de Candamo dans la ville de San Román, à l'intérieur du palais Valdés, ouvert toute l'année et proposant une reconstitution d'une partie de la grotte.